# Коморско-мексиканские отношения
Коморско-мексиканские отношения — двусторонние дипломатические отношения между Коморами и Мексикой. Отношения были установлены 13 октября 2008 года.

## История отношений
Отношения между были установлены 13 октября 2008 года.
В ноябре 2010 года правительство Коморских Островов направило делегацию из десяти человек для участия в конференции ООН по изменению климата 2010 года в Канкуне, Мексика.

## Торговля

### Экспорт Мексики на Коморы
В 2021 году Мексика экспортировала на Коморы 301 тысячу долларов. Основные продукты экспорта на Коморы: вещательное оборудование (264 тыс. долларов), автомобили (33,8 тыс. долларов) и печатные материалы (2,45 тыс. долларов). За последние 25 лет экспорт Мексики на Коморы увеличился в годовом исчислении на 12,2%, с 17 тысяч долларов в 1996 году до 301 тысячи долларов в 2021 году.

### Экспорт Комор в Мексику
В 2021 году Коморы экспортировали в Мексику 28,7 тыс. долларов. Основные продукты экспорта в Мексику, недоступны. За последние 25 лет экспорт Коморских Островов в Мексику снизился в годовом исчислении на 0,98%, с $36,7 тыс. в 1996 году до $28,7 тыс. в 2021 году.

## Дипломатические миссии
- У Мексики есть акредитированное посольство в Найроби, Кения[5].
- Коморы не представлены в Мексике ни на уровне посольств, ни на уровне консульств.